# Kita-ku (Kyōto)
Kita-ku (japanisch 北区, deutsch „Nordbezirk“) ist einer von elf Stadtbezirken (ku) der japanischen Stadt Kyōto. Er liegt nördlich der historischen Innenstadt und entstand am 1. September 1955, als er von Kamigyō-ku getrennt wurde.

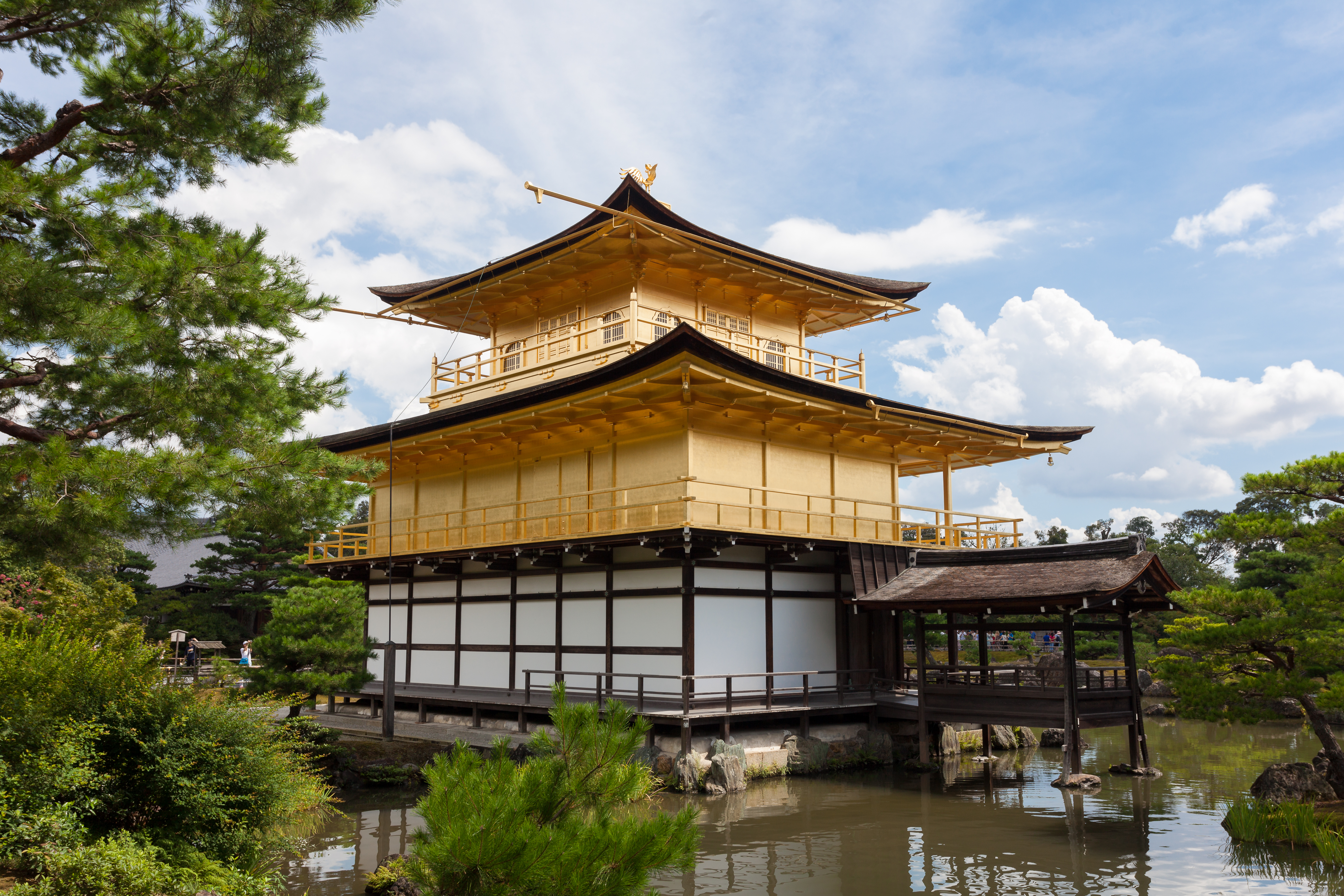
Kinkaku, der goldene Pavillon von Rokuon-ji, ist eine der bekanntesten Sehenswürdigkeiten in Kita-ku

In Kita-ku befinden sich der Daitoku-ji (einer der Haupttempel der Rinzai-Schule), der
Kamo-Schrein (einer der ältesten Schreine Japans), der Imamiya-Schrein mit dem Yasurai-Fest, der Kinkaku-ji (der goldene Pavillon, siehe Bild) und der Berg Funaoka-yama. Außerdem haben die vier Universitäten Bukkyō, Kyōto-Sangyō, Ritsumeikan und Ōtani ihren Sitz im Bezirk.